# Phoenicopterus stocki
Phoenicopterus stocki je izumrla prapovijesna vrsta ptice iz reda plamenaca. Živjela je u razdoblju Rincónskog srednjeg pliocena. Obitavala je u današnjoj Chichuahui u Meksiku, gdje su nađeni njezini fosilni ostaci. O njoj nije poznato puno podataka.